# 纽厄尔号护航驱逐舰
纽厄尔号护航驱逐舰（英語：USS Newell，舷号：DE-322），是美国海军于第二次世界大战期间建造的一艘埃德索尔级护航驱逐舰，其舰名取自在圣克鲁斯群岛战役中阵亡的拜伦·布鲁斯·纽厄尔（Byron Bruce Newell）少校。
该舰由纽厄尔少校的遗孀冠名，于1943年4月5日在德克萨斯州奥兰治联合钢铁厂铺设龙骨，随后于6月29日下水。10月30日，纽厄尔号正式服役，交由拉塞尔·杰伊·罗伯茨（Russell Jay Roberts）少校指挥。

## 设计与装备
埃德索尔级护航驱逐舰的设计与巴克利级护航驱逐舰类似，均采用长船体并建有较高的舰桥。该级护航驱逐舰配备3英寸（76毫米）50倍径单装主炮，后续曾计划更换为5英寸（127毫米）38倍径主炮，但最终没有实际执行。该级护航驱逐舰由4台费尔班克斯-莫尔斯38D8-1/8-10内燃机提供动力，总功率最高可达6000匹马力，最高航速21节。其燃料舱可携带312吨重油，在12节航速下航程可达11000海里。此外，该级舰船还配备有较完善的侦查搜索系统，包括SL或SU水面雷达、SA对空雷达、QC声呐系统以及用于监听潜艇无线电的HF/DF天线。

## 服役历史
1943年11月17日，纽厄尔号离开港口前往百慕大进行试航调整，随后前往南卡罗来纳州查尔斯顿训练姊妹舰的船员。2周后，纽厄尔号与门杰斯号、莫斯利号、普赖德号、法尔戈特号、洛号汇合，一同护送船团前往卡萨布兰卡并返回。
纽厄尔号随后护送另一批船团跨越大西洋前往比塞大。1944年4月20日，船团在地中海航行时遭遇德军空袭，21时许，3架敌机从纽厄尔号和兰斯代尔号间低空飞过，纽厄尔号右舷所有防空炮开火攻击，重创1架敌机。之后，3号主炮和40mm高射炮又成功逼退1架由船艉方向袭来的敌机。21时14分，1号主炮、2号主炮及船艏20mm高射炮开火，逼退了船艏方向的机群。21时18分，遭遇鱼雷攻击的兰斯代尔号断为两截并逐渐沉没，纽厄尔号迅速赶往救援，最终成功救起119名船员，她随后与门杰斯号一同在附近海域继续搜寻幸存者。
袭击结束后，纽厄尔号和其他3艘护航驱逐舰受命拖曳受损商船前往阿尔及尔，随后追上船团继续执行护航任务。在比塞大停留10天后，船团启程返航，第2天夜间，门杰斯号在船团末尾搜寻潜艇踪迹时被鱼雷重创，次日夜间，菲克特勒号中雷沉没。结束此次护航任务后，纽厄尔号又先后护送2批船团前往比塞大、2批船团前往瓦赫兰。
1945年2月，纽厄尔号被调往诺福克协助大西洋作战训练司令部开展装备测试工作，期间她测试了声纳浮标、获取了护航驱逐舰投掷深水炸弹最低航速的数据并为新服役军官培训提供了帮助。4月，纽厄尔号前往佛罗里达州，为正在训练飞行员的航空母舰提供护航和飞行指引，期间，她救起了6名落水飞行员。6月3日，纽厄尔号启程前往纽约，随后于18日南下巴拿马运河，帮助潜艇开展训练。10月20日，纽厄尔号返回查尔斯顿封存，随后于11月20日正式退役并加入美国海军预备舰队。
1951年7月20日，纽厄尔号作为美国海岸警卫队船只重新服役，她先前往切萨皮克湾进行试航调整，随后经巴拿马运河进入太平洋，北上加利福尼亚州并进入马雷岛海军造船厂接受大修和改造。纽厄尔号随后前往夏威夷训练并于4月27日进驻任务目标海域，此后的一年半内，她一直在西北太平洋活动，其航迹北至阿留申群岛，西至日本。1954年2月21日，纽厄尔号返回长滩，3月31日，她再次退役并加入美国海军太平洋预备舰队。
1957年8月20日，加装了先进电子设备的纽厄尔号作为雷达哨戒驱逐舰DER-322重归现役，她很快出发前往其新母港珍珠港并开始执行相关任务，此后的7年内，纽厄尔号一直在指定海域巡逻并在约翰斯顿环礁核试验期间为其提供天气信息。1965年4月15日，纽厄尔号离开珍珠港开始其第28次哨戒巡逻任务，这也是美国海军在太平洋方向最后一次执行此类任务，5月1日，她顺利驶抵中途岛，随后返回珍珠港准备新的部署。
5月17日，纽厄尔号经关岛、苏比克湾、香港前往越南，此后的155天内，她在越南海域进行了5次巡逻，检查过往船只以阻断北越军队补给线。1966年元旦，纽厄尔号经苏比克湾和日本返航，最终于2月3日抵达珍珠港。6月6日，她再次返回越南海域执行巡逻和检查任务，12月31日，她自头顿市返航，随后于1967年1月19日抵达珍珠港。
7月6日，纽厄尔号再次前往西太平洋，此后的2个月内，她一直在台湾海域巡逻。8月27日至9月19日，她短暂前往越南执行任务，随后继续在台湾海域活动。10月31日，纽厄尔号前往越南接替洛号执行巡逻任务，最终于11月18日离开，经苏比克湾、悉尼、苏瓦返航，最终于1968年2月29日抵达珍珠港。8月6日，纽厄尔号再次出发前往西太平洋，但3天后即受命返回封存。
9月21日，纽厄尔号在珍珠港退役，随后于23日自美国海军除籍。随后她的发动机被拆除，船体则于1969年1月22日至4月15日期间被二十世纪福克斯公司用于拍摄电影《虎！虎！虎！》。1971年12月15日，纽厄尔号被出售拆解。

## 荣誉
纽厄尔号服役期间所获荣誉如下：
|                                                       |             |  |
|                                                       | Bronze star |  |
| Bronze star                                           |             |  |
| Bronze star · Bronze star · Bronze star · Bronze star |             |  |

| 战斗行动奖章 （追授）          |                                        |                        |
| 美国战役奖章                   | 欧洲-非洲-中东战役奖章 （1枚战斗之星） | 第二次世界大战胜利奖章 |
| 国防部服役奖章 （1枚战斗之星） | 韩国服役奖章                           | 武装部队远征奖章       |
| 越南服役奖章 （4枚战斗之星）   | 联合国韩国服役奖章                     | 越南战役奖章           |

## 历任舰长
| 姓名       | 译名                       | 军衔 | 所属军种       | 任职时间                     |
| ---------- | -------------------------- | ---- | -------------- | ---------------------------- |
|            | 拉塞尔·杰伊·罗伯茨         | 少校 | 美国海岸警卫队 | 1943年10月30日               |
|            | 保罗·爱德华·贝尔霍斯特     | 中校 | 美国海岸警卫队 | 1943年12月1日                |
|            | 加布里埃尔·E·佩海姆        | 上尉 | 美国海岸警卫队 | 1945年9月15日-1945年11月20日 |
|            | 维克托·法伊弗              | 中校 | 美国海岸警卫队 | 1951年7月20日                |
|            | 小路易斯·W·蒂比茨          | 少校 | 美国海岸警卫队 | 1952年10月17日-1954年6月1日  |
|            | 拉尔夫·纽顿·萨顿           | 少校 | 美国海军       | 1957年8月20日                |
|            | 小罗伯特·昌西·巴恩哈特     | 中校 | 美国海军       | 1959年4月25日                |
|            | 保罗·肯尼斯·克劳森         | 中校 | 美国海军       | 1960年4月10日                |
|            | 小威廉·赖斯·齐默尔曼       | 少校 | 美国海军       | 1961年8月7日                 |
|            | 理查德·弗雷德里克·罗克韦尔 | 中校 | 美国海军       | 1963年6月29日                |
|            | 小爱德华·汉弗莱·门罗       | 少校 | 美国海军       | 1965年11月19日               |
|            | 威廉·亨利·皮尔恩博姆       | 中校 | 美国海军       | 1967年7月21日-1968年9月21日  |
| 参考文献： |                            |      |                |                              |